# Poole (Familienname)
Poole ist ein englischer Familienname.

## Namensträger
- Alan F. Poole (* 1948), US-amerikanischer Ornithologe und Ökologe
- Alan J. Poole (1947–2018), US-amerikanischer Special-Effects-Techniker
- Austin Lane Poole (1889–1963), britische Mediävistin
- Barney Poole (1923–2005), US-amerikanischer American-Football-Spieler
- Billie Poole (1929–2005), US-amerikanische Jazz- und Bluessängerin
- Billy Poole († 2008), US-amerikanischer Extremskifahrer
- Breyton Poole (* 2000), südafrikanischer Hochspringer
- Brian Poole (* 1941), englischer Popsänger
- Brian Poole (Footballspieler) (* 1992), US-amerikanischer Footballspieler
- Cecil Charles Poole (1902–1956), britischer Politiker
- Charlie Poole (1892–1931), US-amerikanischer Countrysänger
- Christopher Poole (* 1988), US-amerikanischer Unternehmer
- David Poole (Tänzer) (1925–1991), südafrikanischer Balletttänzer
- David Poole (Fußballspieler) (* 1984), englischer Fußballspieler
- David Poole (Computermusiker), US-amerikanischer Entwickler des ersten Programms für Online-Computermusik
- David Poole (Informatiker), US-amerikanischer Informatiker
- Deborah Ann Poole (* 1952), US-amerikanische Autorin und Hochschullehrerin
- Dick Poole (* 1930), australischer Rugbyspieler
- Elizabeth Poole (Siedlerin) (auch Elizabeth Pole; 1588–1654), englische Siedlerin in der Plymouth Colony
- Elizabeth Poole (Sängerin) (1820–1906), britische Schauspielerin und Opernsängerin (Mezzosopran)
- Ernest Poole (1880–1950), US-amerikanischer Schriftsteller
- Eric Poole (* 1976), US-amerikanischer Basketballspieler
- Frederick Cuthbert Poole (1869–1936), britischer Generalmajor
- Gary Poole (* 1967), englischer Fußballspieler
- Glenn Poole (* 1981), englischer Fußballspieler
- Harold Poole (1943–2014), US-amerikanischer Bodybuilder
- Heather Poole (* 1969), kanadische Badmintonspielerin
- Henry Poole (1873–1928), britischer Bildhauer
- Jim Poole (1932–2021), US-amerikanischer Badmintonspieler
- Jim Poole (Footballspieler) (1915–1994), US-amerikanischer American-Football-Spieler
- Joe Poole (* 1923), englischer Fußballspieler
- John Poole (Schriftsteller) (1786–1872), englischer Schriftsteller
- John Poole (Uhrmacher) (1818–1867), englischer Uhrmacher
- John Poole (Fußballspieler, 1892) (1892–1967), englischer Fußballspieler
- John Poole (Musiker) (1925–1999), US-amerikanischer Schlagzeuger
- John Poole (Fußballspieler, 1932) (* 1932), englischer Fußballspieler
- John Poole (Eishockeyspieler), US-amerikanischer Eishockeyspieler
- Jonas Poole (1566–1612), britischer Entdecker und Walfänger
- Jordan Poole (* 1999), US-amerikanischer Basketballspieler
- Karen Poole (* 1971), englische Songwriterin
- Keith Poole (* 1974), US-amerikanischer American-Football-Spieler
- Ken Poole (* um 1965), kanadischer Badmintonspieler
- Kenny Poole (1947–2006), US-amerikanischer Jazzgitarrist
- Kelvin Poole (* 1958), australischer Radrennfahrer
- Kevin Poole (* 1963), englischer Fußballtorhüter
- Kyle Poole (* ≈1994), US-amerikanischer Jazzmusiker
- Malcolm Poole (* 1949), australischer Feldhockeyspieler
- Matthew Poole (1624–1679), englischer Theologe
- Max Poole (* 2003), britischer Radrennfahrer
- Monica Poole (1921–2003), britische Holzstecherin
- Nate Poole (* 1977), US-amerikanischer American-Football-Spieler
- Oliver Poole, 1. Baron Poole (1911–1993), britischer Politiker und Geschäftsmann
- Ollie Poole (1922–2009), US-amerikanischer American-Football-Spieler
- Otis Poole (* 2007), britischer Leichtathlet
- Paul Falconer Poole (1806–1879), britischer Maler
- Ray Poole (1921–2008), US-amerikanischer American-Football-Spieler
- Regan Poole (* 1998), walisischer Fußballspieler
- Reginald Lane Poole (1857–1939), britischer Historiker
- Reginald Stuart Poole (1832–1895), britischer Archäologe und Orientalist
- Robert W. Poole (fl. 1969), US-amerikanischer Insektenkundler
- Rose M. Poole (1880–1963), US-amerikanische Kinobetreiberin und Politikerin
- Ryan Poole (* 1998), englischer Volleyballspieler
- Sandra Le Poole (* 1959), niederländische Hockeyspielerin
- Shelly Poole (* 1972), englische Popsängerin
- Stafford Poole (* 1930), US-amerikanischer Historiker und Priester
- Stanley Lane-Poole (1854–1931), britischer Orientalist und Archäologe
- Terry Poole (* 1949), englischer Fußballtorhüter
- Theodore L. Poole (1840–1900), US-amerikanischer Politiker (New York)
- Tyrone Poole (* 1972), US-amerikanischer American-Football-Spieler
- Vicki Poole, neuseeländische Diplomatin
- Wakefield Poole (1936–2021), US-amerikanischer Filmemacher
- Will Poole (* 1981), US-amerikanischer American-Football-Spieler
- William Poole (Seefahrer), britischer Seefahrer
- William Poole (Mobster) (Bill the Butcher; 1821–1855), US-amerikanischer Mobster
- William Poole (Ökonom) (* 1937), US-amerikanischer Ökonom und Finanzmanager
- William Frederick Poole (1821–1894), US-amerikanischer Bibliothekar
- William Henry Evered Poole (1902–1969), südafrikanischer Offizier und Diplomat